# Hruška
Hruška (en allemand : Birndorf) est une commune du district de Prostějov, dans la région d'Olomouc, en République tchèque. Sa population s'élevait à 263 habitants en 2023.

## Géographie
Hruška se trouve à 2,5 km au nord-est du centre de Němčice nad Hanou, à 15 km au sud-est de Prostějov, à 26 km au sud d'Olomouc et à 217 km à l'est-sud-est de Prague.
La commune est limitée par Pivín, Tvorovice et Uhřičice au nord, par Měrovice nad Hanou à l'est et au sud-est, et par Němčice nad Hanou au sud-ouest et à l'ouest.

## Histoire
La première mention écrite de la localité date de 1078.

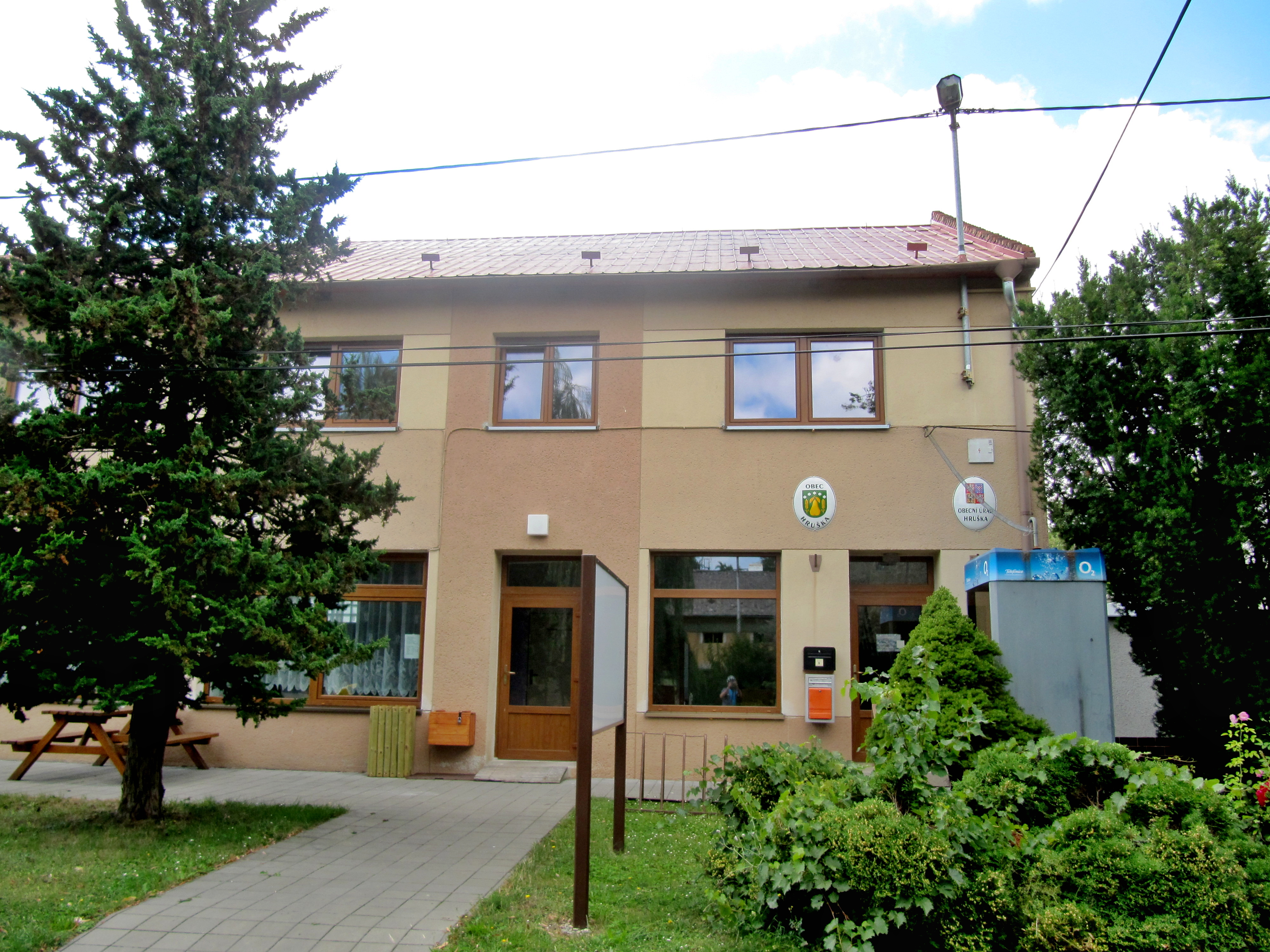
Hruška  : la mairie.

## Transports
Par la route, Hruška se trouve à 3,6 km de Němčice nad Hanou, à 17,5 km de Prostějov, à 34 km d'Olomouc et à 262 km de Prague.